# Неопатэк
Неопатэк (лат. Neopataecus waterhousii) — вид лучепёрых рыб семейства австралийских вельветок (Pataecidae). Единственный представитель рода неопатэков (Neopataecus). Видовое название дано в честь Фредерика Уотерхауса, первого куратора Южно-Австралийского музея. Распространены в умеренных водах у побережья Австралии. Донные хищные рыбы. Максимальная длина тела 22 см.

## Описание
Тело удлинённое, сжатое с боков, в передней части высота тела составляет 32—38 % от стандартной длины тела; сужается к хвостовому стеблю. Голова большая, её длина составляет 30—34 % от длины тела, передний профиль рыла почти вертикальный. Глаза среднего размера, их диаметр равен 8—15 % длины головы, расположены на верху головы. Рот косой, длина верхней челюсти составляет 38—41 % длины головы. Зубы мелкие, расположены одной полосой на каждой челюсти. На верхней части жаберной крышки есть два низких косых гребня, на голове шипов нет. Чешуя отсутствует. На теле иногда есть редкие небольшие бородавчатые наросты. Нижняя сторона головы с мелкой бахромой, похожей на сосочки. Боковая линия слабо выражена, тянется от верхнего края жаберной щели до хвостового стебля, состоит из 10—19 нечётких мельчайших пор.
Длинный спинной плавник с 19—23 жёсткими и 7—10 мягкими лучами начинается на голове перед глазами и тянется до хвостового стебля, в расправленном виде напоминает парус. Первый луч спинного плавника короткий, второй длинный, остальные лучи примерно одинаковой длины. Хвостовой стебель очень тонкий и удлинённый. Спинной плавник не соединяется с хвостовым плавником. В низком анальном плавнике 5—7 жёстких и 3—5 мягких лучей, задние лучи длиннее передних. Грудные плавники большие с 8 мягкими утолщёнными лучами, расположены низко на теле, их окончания заходят за анальное отверстие, на заднем крае есть выемки. Лучи всех плавников неветвистые, мембраны между лучами плавников толстые и мясистые. Брюшные плавники отсутствуют. Хвостовой плавник удлинённый, края заострённые, нижние лучи длиннее передних.
Окраска очень разнообразная. Тело может быть от сероватого до коричневого цвета с сетью мелких красноватых линий или розоватых пятен, имитируя водоросли. Другие особи от оранжевого до тёмно-красного цвета с беловатыми точками и напоминают губки.
Максимальная длина тела 22 см.

## Биология
Биология неопатэков изучена недостаточно. Неопатэки ведут малоподвижный образ жизни. Каждые несколько недель они сбрасывают кожу, чтобы предотвратить обрастание кожи водорослями и мшанками.

## Ареал и места обитания
Распространены в прибрежных водах у берегов юга Австралии от штата Виктория и острова Кинг до залива Спенсер и от города Албани до островов Houtman Abrolhos у берегов Западной Австралии. Обитают в защищённых заливах и бухтах в рифовых областях среди водорослей и губок на глубине 0—40 м.